# Maskin

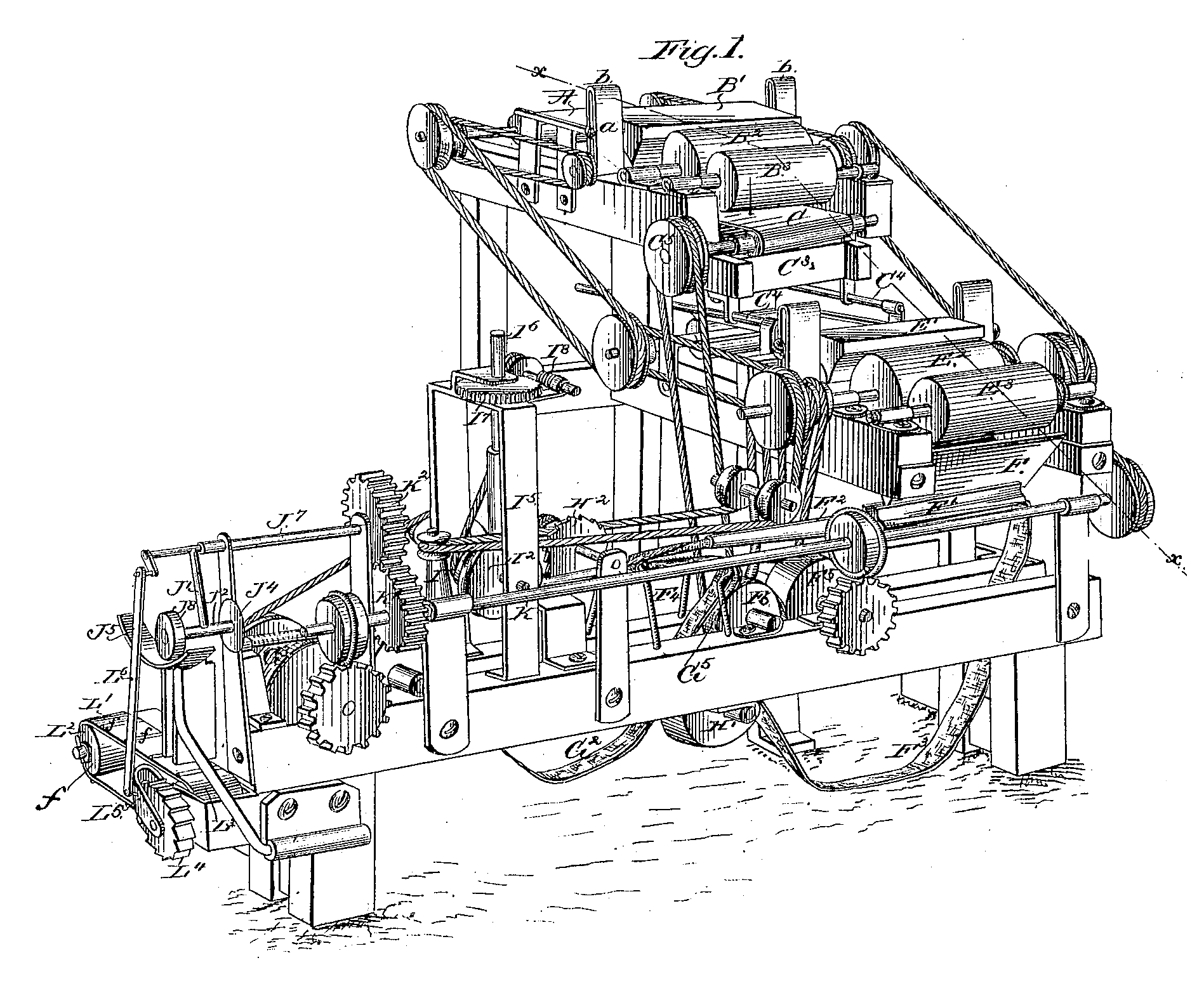
En maskin avsedd för cigarettrullning patenterad 1881.

En maskin, från latinets machina, är enligt klassisk definition en mekanisk anordning som omvandlar energi och/eller utför mekaniskt arbete. En modernare definition inkluderar även anordningar som saknar mekaniska rörelser, såsom elektronisk räknemaskin. 
En maskin består ofta av flera andra maskiner. Ett exempel på detta är svarv, som dels består av själva svarven och dels en elektrisk drivmotor. Av liknande skäl hävdar vissa att världens största maskin år 2010 var telefonsystemet med alla telefoner, teleledningar, växlar och mobila nät i världen som krävs för att "maskinen" ska fungera.
Maskiner benämnes vanligen efter sin funktion, såsom exempelvis symaskin, borrmaskin och grävmaskin.

## Användning
Historiskt krävdes det att en apparat hade rörliga delar för att den skulle klassificeras som en maskin. Elektroniken har dock lett till utvecklingen av anordningar utan rörliga delar som många refererar till som maskiner, exempelvis datorn. Elektroniska maskiner, brukar emellertid kallas för apparat.
Motorer är maskiner som konverterar andra energiformer till mekanisk energi. Exempelvis resulterar expansionen av gaser som orsakas av hettan från en exoterm reaktion i en förbränningsmotor till en rörelse som appliceras på en rörlig komponent, som en kolv eller gasturbin. En motor anses ofta vara en del av en större maskin, såsom en bil eller ett flygplan.
Maskiner är allmänt förekommande i en mängd olika industriella, kommersiella, bostads- och transportapplikationer. De som använder hydraulik är speciellt användbara i tillverkningsindustrin.
Den vidare betydelsen av ordet som "tyg, struktur" återfinns i klassisk latin, men inte i grekiskan. Denna mening återfinns i senmedeltida franska, och är adopterad från franska till engelska i mitten av 1500-talet. Under 1600-talet kunde ordet på engelska också innebära en stödordning eller markyta, i en mening som uttrycks av härledd maskination. Den moderna betydelsen utvecklades också från den tiden med den specialiserade tillämpning av begreppet till de scenmotorer som används i teater och militära belägringsmaskiner.
Även arkitekter kan beskriva hus, byggnader, som maskiner. De underlättar olika förvärvsarbeten, produktion eller vardagsliv. De har rörliga delar, och på våra breddgrader så är byggnaders förmåga att härbärgera stora volymer uppvärmd luft, uppskattat. Närmare ekvatorn kan byggnader fungera som maskiner vars funktion möjliggör en annan typ av tempererad inomhusmiljö i förhållande till den varma utomhusluften.